# Tuinhier
Vzw Tuinhier, oorspronkelijk het Werk van den Akker en den Haard (1896–2004), respectievelijk De Vlaamse Volkstuin (2004–2014) genoemd, is een sociaal-culturele vrijwilligersvereniging in Vlaanderen en Brussel die het vrijetijdstuinieren activeert en ondersteunt. 

## Geschiedenis
In België bestonden reeds enkele volkstuincomplexen, zoals in Gistel, opgericht door Pieter Bortier, toen in 1896 in Noord-Frankrijk door Jules Lemire, Léon Gruel en Joseph Goemare de fundamenten gelegd werden van een koepelorganisatie voor de volkstuinen in België. Enkele jaren later ontstond officieel de Belgische Ligue du Coin de Terre et du Foyer Insaississables, in Vlaanderen bekend als Werk van den Akker en den Haard.
De organisatie was een initiatief van prominente katholieken. De eerste voorzitter was de gewezen eerste minister Auguste Beernaert. De katholieken zagen de volkstuin als een middel om arbeiders uit de verderfelijke invloeden van het stadsleven te houden, zoals alcoholisme, moreel verval en intrafamiliaal geweld. Dit resulteerde onder meer in lokale verboden om op zondag in de tuinen te werken. Haar eerste - relatief kleine - tuincomplex bevond zich in de Brusselse gemeente Sint-Joost-ten-Node. 
Het concept kende succes: al snel kwamen er tuinen bij in Namen, Gent, Antwerpen, Dendermonde en Sint-Niklaas. Deze bevonden zich doorgaans nabij grote fabrieken. Het ledenaantal piekte tijdens de wereldoorlogen: 180.000 in 1918 en niet minder dan 400.000 in 1943.
Vanaf de jaren 1920 waren ook leden met een eigen tuin welkom. Hun lidmaatschap kwam vooral neer op een abonnement op het tijdschrift De Volkstuin, dat vanaf 1930 werd uitgegeven. Daarnaast hadden veel gemeenten een lokale afdeling die samenaankopen hielden, en oogstfeesten en onderricht gaven over de kweek van groenten en fruit. Behalve de lokale afdelingen bestonden er ook provinciale verbonden, een nationale koepel en sinds 1926 was er een internationaal bureau, met zetel in Luxemburg.
De vereniging wijzigde in 2004 haar naam in De Vlaamse Volkstuin en ongeveer tien jaar later koos ze voor haar huidige benaming Tuinhier vzw. In Wallonië (Franstalig België) is geen koepel meer actief. In of rond verschillende steden en gemeenten zijn wel nog volkstuinen te vinden. Enkel in Waals-Brabant is er nog een overkoepelende structuur.

## Organisatie
Tuinhier is een koepelorganisatie van 210 afdelingen die lokaal een werking uitbouwen. De vereniging is regionaal en provinciaal gestructureerd en wordt gedragen door de vrijwillige medewerking van haar leden en bestuursleden. In totaal zijn zo’n 21.000 gezinnen aangesloten bij Tuinhier. Anno 2025 is Roel Deseyn voorzitter. De vereniging lid van het Internationaal verbond der Volkstuinen. 
Leden van Tuinhier ontvangen maandelijks een digitale magazine met informatie over tuinieren, tips, trends, enz. Via betreffende afdelingen worden er vorming aangeboden, uitstappen, bedrijfsbezoeken, groepsaankopen, open tuindagen, tentoonstellingen, enz. Daarnaast beheert Tuinhier via haar afdelingen meer dan 70 volkstuinparken waarin de aangesloten leden een volkstuin bewerken.
Uit deze vereniging zijn in de loop van de tijd diverse afdelingen voortgekomen, waaronder thans de volgende bekend zijn:
- Werk van den akker Grembergen[5]
- Werk van den Akker te Lokeren